# Past Perfect Future Tense
L'album Past Perfect Future Tense di Magne Furuholmen registrato e pubblicato nel 2004 vede la collaborazione di Guy Berryman e Will Champion dei Coldplay e di Andy Dunlop del gruppo scozzese Travis.

## Formazione
- Magne Furuholmen: pianoforte, tastiera, chitarra voce
- Martin Terefe: chitarra elettrica, basso
- Frode Lamøy: batteria

## Altri Musicisti
- Guy Berryman
- Will Champion
- Andy Dunlop

## Tracce
1. Obsolete - 3:47
2. All The Time - 4:22
3. Past Perfect Future Tense - 3:27
4. No One Gets Me But You - 5:03
5. Kryptonite - 4:25
6. Nothing Here To Hold You - 5:13
7. A Friend Like Me - 2:36
8. Little Angels - 2:52
9. 2CU Shine - 3:00
10. You Don't Have To Change - 3:18
11. Envelop Me - 3:30
12. Never Sweeter - 2:53
13. Perfect Circle - 1:37 (nascosta alla fine di Never Sweeter)